# Анрі Ернест Байон
Ернест Анрі Байон, (фр. Henri Ernest Baillon, 30 листопада 1827, Кале, Франція — 19 липня 1895, Париж) — французький ботанік та лікар.
У Парижі отримав диплом доктора медицини та у 1863 році почав викладати в Університеті медичне природознавство.
Професор Центральної школи цивільних інженерів.
Був директором паризького саду рослин.
Опублікував численні роботи по ботаніці. Його праця Історія рослин (фр. Histoire des plantes) висунула автора в число найкращих ботаніків того часу.
Кавалер ордена Почесного легіону (1867). Член Ботанічного товариства Франції (1854), член Лондонського королівського товариства (1894), член-кореспондент та іноземний член Російської академії наук.

## Праці

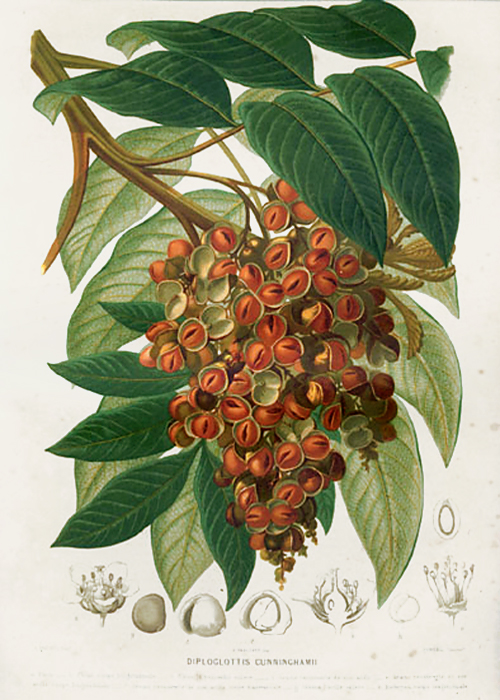
Diploglottis cunninghamii
(Dictionnaire de botanique)

- Henri Ernest Baillon: Adansonia, recueil périodique d'observations botaniques. Paris, 1866—1870 (10 томів) (фр.)
- Henri Ernest Baillon: Dictionnaire de botanique. Paris, 1876—1892 (4 томи) (фр.)
- Henri Ernest Baillon: Étude générale du groupe des Euphorbiacées. 1858 (фр.)
- Henri Ernest Baillon: Histoire des plantes. 1866—1895 (13 томів) (фр.)
- Henri Ernest Baillon: Histoire naturelle des plantes de Madagascar. (3 томи) (фр.)
- Henri Ernest Baillon: Iconographie de la flore française. 1885—1894 (фр.)
- Henri Ernest Baillon: Recherches organogéniques sur la fleur femelle des Conifères. 1860 (фр.)
- Henri Ernest Baillon: Recherches sur l'organisation, le développement et l'anatomie des Caprifoliacées. 1864 (фр.)
- Henri Ernest Baillon: Traité de botanique médicale cryptogamique. 1889 (фр.)
- Henri Ernest Baillon: Traité de botanique médicale phanérogamique. 1883—1884 (фр.)